# Donat Mg

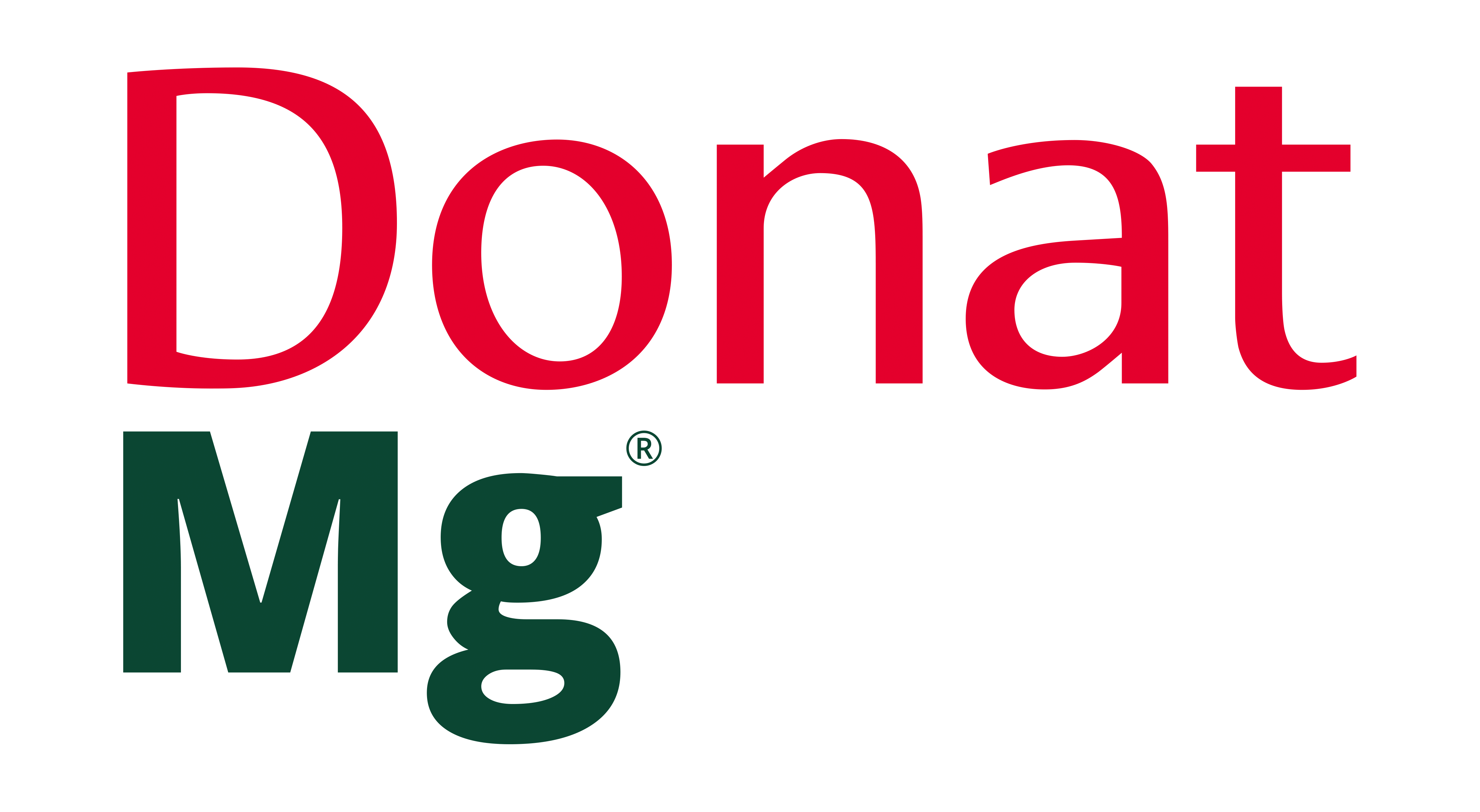
Schriftzug

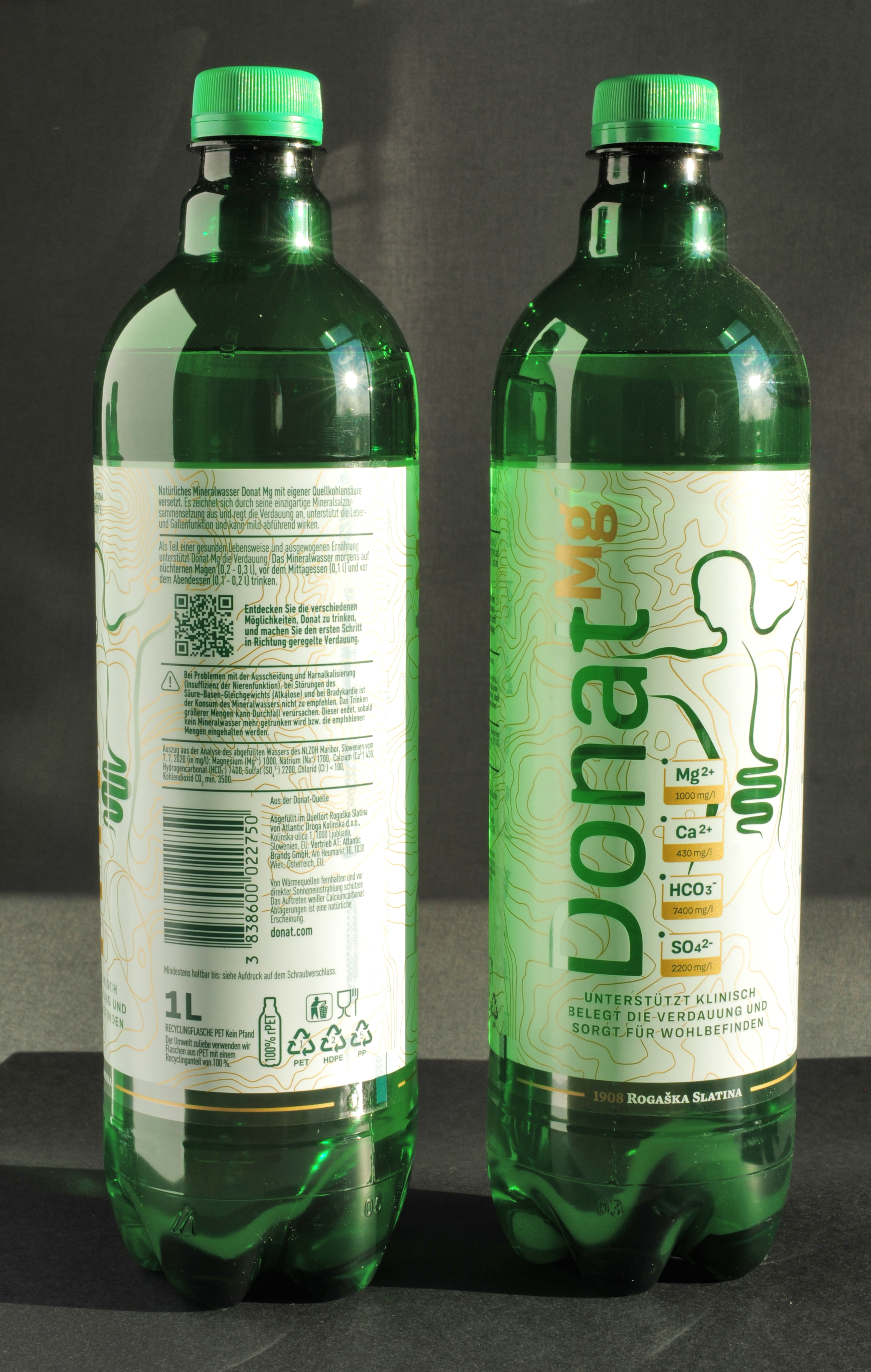
Mineralwasserflaschen von Donat Mg

Donat Mg ist ein natürliches Mineralwasser aus Slowenien. Benannt ist es nach dem nahe gelegenen Berg Donačka Gora. Der Zusammensetzung nach ist es ein magnesium-, natrium-, hydrogenkarbonat- und sulfathaltiger Sauerbrunnen. In Flaschen erhältlich seit 1908, als es erstmals im Kurpark in Rogaška Slatina abgefüllt wurde. Das Logo von Donat Mg ist der griechische Gott Apollon.

## Quelle und Name

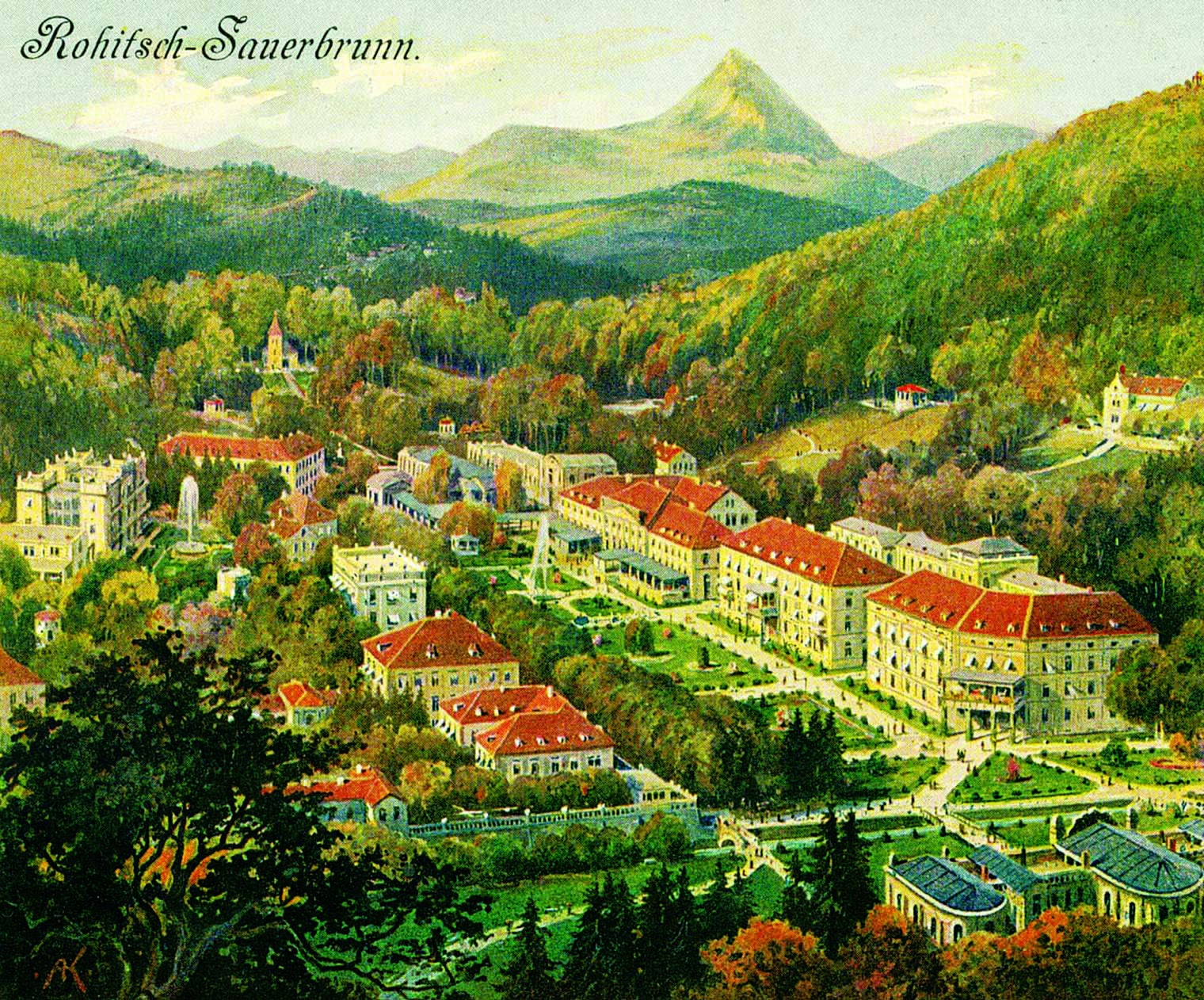
Rogaška Slatina.

Donat Mg entsteht in 280 bis 600 m Tiefe im Gebiet von Rogaška Slatina durch die Auflösung von Gesteinen, die reich an Magnesium, Calcium, Sulfaten, Hydrogenkarbonaten und anderen Elementen sind. Es enthält außerdem große Mengen an freiem Kohlendioxid. In den 1980er Jahren, als die Erforschung der Wirkung von Mineralstoffen, insbesondere von Magnesium, auf den menschlichen Organismus seinen Höhepunkt in der Medizinwissenschaft erreichte, wurde dem Namen Donat noch das Symbol für Magnesium Mg hinzugefügt, um den hohen Magnesiumgehalt dieses natürlichen Mineralwassers hervorzuheben.

## Geschichte
Die Geschichte der Entdeckung von Donat reicht ins Jahr 1908 zurück, als aus einer Baugrube inmitten des Kurparks in Rogaška Slatina das stark mineralisierte Wasser zu Tage trat. Joseph Knett, der leitende Geologe im tschechischen Karlsbad, hatte die Eigentümer der dortigen Quellen davon überzeugt, die Sammelbecken der Quellen umzubauen, in der Überzeugung, mit tieferen Bohrungen zu größeren Mengen des Mineralwassers zu gelangen. Das Wasser aus der neuen Quelle war aber aufgrund des hohen Magnesiumgehaltes ganz anders als die bereits bekannten Wasser, sodass es umbenannt werden musste. Außerdem waren besondere Anlagen für seine therapeutische Nutzung im Kurbad und zur Abfüllung in Flaschen notwendig.
Die neue Quelle musste vor dem Eindringen des Wassers aus dem nahe gelegenen Bach geschützt werden, deshalb wurden an der 40 × 8 × 8 Meter großen Grube, wo sich die Quelle befand, Betonsammelbecken für das Wasser gebaut und mit einer dicken Betonmauer umgeben. Die unterirdischen Becken wurden zum Gedenken an Knett „Knetteum“ genannt. Aus diesen unterirdischen Becken wurde das Wasser zur Abfüllanlage gepumpt und in Flaschen abgefüllt.
1931 stellte Adolf Režek, Universitätsprofessor aus Zagreb, der die Sauerbrunnen von Rogaška überwachte, fest, dass es zur Demineralisierung des Mineralwassers kam. Das Knetteum war nicht undurchlässig und konnte weder das Vermischen des Mineralwassers mit dem Wasser aus dem nahe gelegenen Bach noch das für die Quelle schädliche Eindringen von Regenwasser verhindern. Aus diesem Grund und wegen des Rückgangs der Ergiebigkeit der Quelle entschied man sich in Rogaška Slatina schon bald nach dem Zweiten Weltkrieg zu einer gründlichen Sanierung der Quellenanlagen. Aufgrund der Notwendigkeit der radikalen Sanierung der Anlage entschied man sich für riskante Tiefenbohrungen, die der Hydrologe Josip Bać aus Sarajevo befürwortete. Das Konzept von Bać erwies sich schon bald nach Beginn der Bohrungen als richtig, schossen doch am 6. Juli 1952 große Mengen an Donat aus 32 m Tiefe zu Tage. Die Wassersäule war 10 m hoch.
In den Jahren 1952–1958 wurden insgesamt 41 Forschungsbohrungen erschlossen. Die Bohrlöcher förderten insgesamt rund 60 m³ Wasser pro Tag. Nach 1958 begann man mit den geologischen Forschungen nach neuen Mineralwasserquellen auch in der Umgebung von Rogaška Slatina. Die Tiefe der Bohrungen wurde dabei stetig vergrößert, das tiefste Bohrloch reichte bis 606 m tief unter die Erdoberfläche.

## Abfüllung
Donat Mg wurde zu Beginn in der 1904 erbauten großen Abfüllanlage in Rogaška Slatina abgefüllt. Vor dem Ersten Weltkrieg wurden jährlich 3.000.000 Flaschen des Mineralwassers abgefüllt. 1969 erreichte die Anlage ihre maximale Abfüllkapazität; daher wurde 1972 eine neue Abfüllanlage eröffnet, die noch heute in Betrieb ist.
Die Technologie der Abfüllung des Mineralwassers aus Rogaška war vor dem Bau der Haybäck-Abfüllanlage (vor der Entdeckung von Donat) recht einfach: das Wasser wurde an der umbauten und überdachten Quelle mit Kellen unmittelbar in Flaschen abgefüllt. Die Flaschen wurden dann in Holzkisten ins zentrale Lager getragen, wo sie überprüft, verkorkt, entsprechend gekennzeichnet, in Kisten verpackt und auf Wagen verfrachtet wurden.
Die Abfülltechnologie wurde 1952 verbessert, als das neue große Lager gebaut und an der Tempel-Quelle die sogenannte Tober-Pumpe installiert wurde, die das Wasser über Glasrohre zum großen Sammelbecken pumpte, wo es abgefüllt und in Kisten verpackt wurde. Diese wurden dann auf Schienen zur Rampe transportiert. Von hier an verlief alles nach dem alten Prinzip, mit Pferdewagen. Erst in der neuen Abfüllanlage wurde ein Industriegleis bis zum Lager verlegt. Dieses war wegen der Sauerbrunnen aus Rogaška mit der neuen Eisenbahnlinie Grobelno–Landesgrenze (Rogatec) verbunden.
Donat Mg wird heute durch das Unternehmen Droga Kolinska d.d. vertrieben, das Teil der kroatischen Atlantic Grupa ist.
| Mineralien             | Mineralisierung in g/l |
| ---------------------- | ---------------------- |
| Natrium (Na+)          | 1,6                    |
| Calcium (Ca2+)         | 0,47                   |
| Magnesium (Mg2+)       | 1,0                    |
| Chlorid (Cl-)          | 0,1                    |
| Sulfat (SO4-2)         | 2,25                   |
| Hydrogencarbonat       | 7,5                    |
| Gesamtmineraliengehalt | 13                     |

## Inhaltsstoffe und Wirkung
Bei einer Untersuchung im Jahr 2002 überschritten vier von sechs Proben die zulässige Arsenkonzentration, während der Durchschnitt der Proben knapp unter dem zulässigen Höchstwert blieb. In einer späteren Studie wurde darauf verwiesen, dass seit einer Änderung der Mineralwasserverordnung 2005 ein strengerer Grenzwert gelte und seither von den Herstellern besondere Filtertechniken verwendet würden. Zugleich wurde darauf hingewiesen, dass verschiedene Probensätze von Donat Mg die Trinkwasser-Grenzwerte für Bor, Nickel und Natrium überschritten. In einer Studie aus dem Jahr 2015 wurde nachgewiesen, dass eine tägliche Menge von 500 ml Donat Mg die Darmtätigkeit und -konsistenz unterstützt.